# 克里斯特爾 (內華達州奈縣)
克里斯特爾（英語：Crystal）是位於美國內華達州奈縣的非建制地區。

## 地理
克里斯特爾所處的海拔為高於海平面729米（即2392英呎），而該地所採用的時區為UTC-8，即太平洋时区（PST）。同時該地設有夏令時間，為UTC-8調快一小時，即UTC-7（PDT）。